# All Hail the Dead
All Hail the Dead é o segundo álbum de estúdio da banda Walls of Jericho, lançado a 24 de Fevereiro de 2004.
| Críticas profissionais                                                      | Críticas profissionais |
| Avaliações da crítica                                                       | Avaliações da crítica  |
| Fonte                                                                       | Avaliação              |
| --------------------------------------------------------------------------- | ---------------------- |
| allmusic                                                                    | [ 1 ]                  |
| Esta tabela precisa de ser acompanhada por texto em prosa. Consulte o guia. |                        |

## Faixas
Todas as faixas Walls of Jericho.
1. "All Hail the Dead" – 3:16
2. "There's No I in Fuck You" – 2:40
3. "A Little Piece of Me" – 2:30
4. "Another Anthem for the Hopeless" – 2:15
5. "Revival Never Goes Out of Style" – 2:12
6. "A Day and a Thousand Years" – 1:42
7. "Through the Eyes of a Dreamer" – 2:39
8. " – 1:43 AM" – 4:35
9. "Jaded" – 2:18
10. "Thanks For the Memories" – 2:52
11. "More Life in the Monitors" – 1:15
12. "Fixing Broken Hearts" – 2:59
13. "To be Continued…" – 3:48

## Créditos
- Mike Hasty - Guitarra
- Wes Keely - Bateria
- Candace Kucsulain - Vocal
- Chris Rawson - Guitarra
- Aaron Ruby - Baixo